# Serole
Serole (Seiròle in piemontese) è un comune italiano di 94 abitanti della provincia di Asti in Piemonte. Si trova nelle Langhe sullo spartiacque tra Bormida di Spigno e Bormida di Millesimo presso il Rio Rigosio. È il comune più a sud della provincia di Asti. Inoltre è l'unico comune della provincia a confinare con la Liguria (provincia di Savona). Con Bric Puschera (846 m) raggiunge la maggiore elevazione della provincia.

## Storia
Serole è menzionato per la prima volta nel 991, nel 1209 viene venduto al comune di Asti da Oddone I che però mantiene l'investitura. Il 3 febbraio 1300 Alberto del Carretto acquista dai marchesi di Ponzone parte del mandamanto di Spigno di cui fa parte anche Serole. Dopo aver fatto brevemente parte della Repubblica di Genova, nel 1147 entra a far parte del Marchesato del Monferrato con Giovanni Giacomo Paleologo che ottiene l'investitura dal duca di Milano Francesco Sforza. Nel 1579 la famiglia Asinari ottiene Serole con l'investitura dal re di Spagna e duca di Milano Filippo II. Col Trattato di Utrecht passa al Regno di Sardegna sotto i Savoia. Già in provincia di Acqui, nel 1859 con la legge Rattazzi passò alla provincia di Alessandria da cui venne staccato nel 1934 per formare la nuova provincia di Asti.

### Simboli
(D.P.R. dell'11 gennaio 1980)

## Distanze
- Asti 56 km
- Alessandria 72 km
- Cuneo 99 km
- Savona 50 km
- Genova 91 km

## Società

### Evoluzione demografica
Abitanti censiti

## Amministrazione
Di seguito è presentata una tabella relativa alle amministrazioni che si sono succedute in questo comune.
| Periodo        | Periodo        | Primo cittadino  | Partito                   | Carica  | Note  |
| -------------- | -------------- | ---------------- | ------------------------- | ------- | ----- |
| 11 giugno 1985 | 9 giugno 1990  | Mauro Ferro      | -                         | Sindaco | [ 5 ] |
| 9 giugno 1990  | 24 aprile 1995 | Mauro Ferro      | -                         | Sindaco | [ 5 ] |
| 24 aprile 1995 | 14 giugno 1999 | Giuseppe Vinotto | centro-sinistra           | Sindaco | [ 5 ] |
| 14 giugno 1999 | 14 giugno 2004 | Giuseppe Vinotto | lista civica              | Sindaco | [ 5 ] |
| 14 giugno 2004 | 8 giugno 2009  | Silvestro Bontà  | lista civica              | Sindaco | [ 5 ] |
| 8 giugno 2009  | 26 maggio 2014 | Giuseppe Vinotto | lista civica              | Sindaco | [ 5 ] |
| 26 maggio 2014 | 26 maggio 2019 | Lorena Avramo    | lista civica Indipendenti | Sindaco | [ 5 ] |
| 26 maggio 2019 | in carica      | Lorena Avramo    | lista civica Indipendenti | Sindaco | [ 5 ] |